# پروون
پروون (به فرانسوی: Provins) یک کمون در فرانسه است که در Canton of Provins واقع شده‌است.

## خصوصیات
پروون ۱۴٫۷۲ کیلومترمربع مساحت و ۱۲٬۱۶۱ نفر جمعیت دارد و ۹۱ متر بالاتر از سطح دریا واقع شده‌است.